# Malene Vahl Rasmussen
Malene Vahl Rasmussen (*22. listopadu 1994, Qaqortoq) je grónská politička.

## Životopis
V parlamentních volbách 2018 kandidovala za Demokraty a získala 80 preferenčních hlasů, čímž se dostala do parlamentu. V letech 2018 až 2021 byla poslankyní Grónského parlamentu. 13. června 2018 získala diplom z oboru obchod a marketing na Niuernermik ilinniarfik. Během svého mandátu se zajímala o zajištění studentského bydlení v Grónsku či o nové regionální letiště v Qaqortoqu. V parlamentních volbách 2021 získala 40 hlasů a nebyla znovu zvolena, poté založila v Nuuku marketingovou společnost.